# For Forest

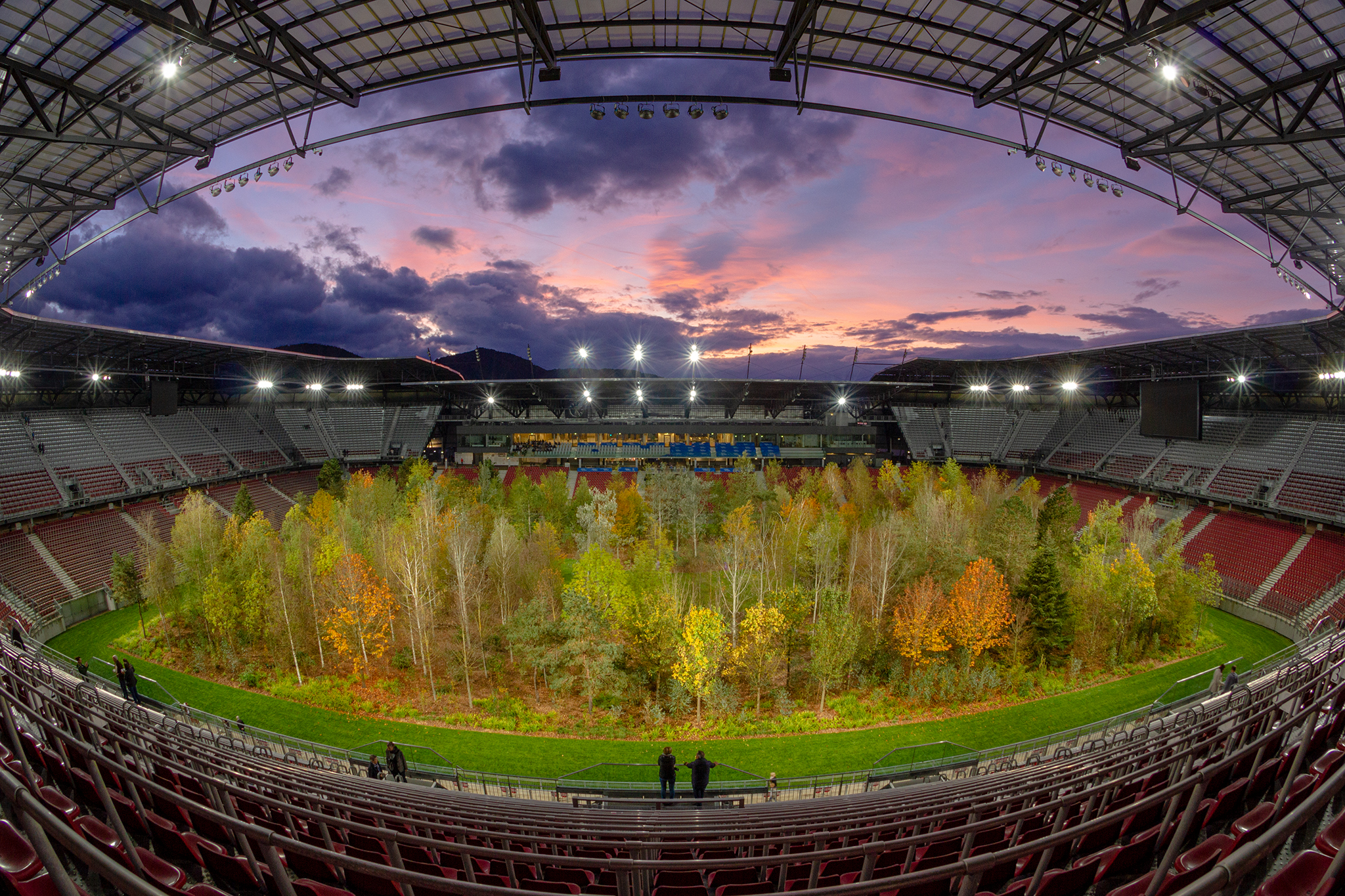
For Forest

For Forest – projekt artystyczny realizowany w dniach 8 września – 27 października 2019 roku na Wörthersee Stadion w mieście Klagenfurt am Wörthersee, w Austrii. W ramach projektu na murawie stadionu posadzonych zostało tymczasowo 299 drzew. Jest to największa instalacja artystyczna w historii Austrii, jej autorem jest Klaus Littmann. Wieczorami drzewa są podświetlane przy użyciu stadionowego oświetlenia. Wstęp na trybuny w trakcie trwania wystawy jest bezpłatny. Projekt zebrał międzynarodową uwagę. Inspiracją do powstania wystawy był rysunek Maxa Peintnera z 1971 roku, na którym przedstawił on duży stadion wypełniony po brzegi publicznością wpatrującą się w las rosnący na boisku. Wystawa ma wzbudzić refleksję na temat troski o środowisko naturalne. W trakcie trwania wystawy występujący regularnie na Wörthersee Stadion piłkarze klubu Austria Klagenfurt przenieśli się tymczasowo na jedno z boisk bocznych, na którym dostawiono dodatkowe trybuny. Również piłkarze zespołu Wolfsberger AC, którzy mieli na tym stadionie rozegrać swoje mecze w fazie grupowej Ligi Europy musieli zmienić te plany i spotkania te rozegrali na Merkur Arenie w Grazu.